# Laure Junot

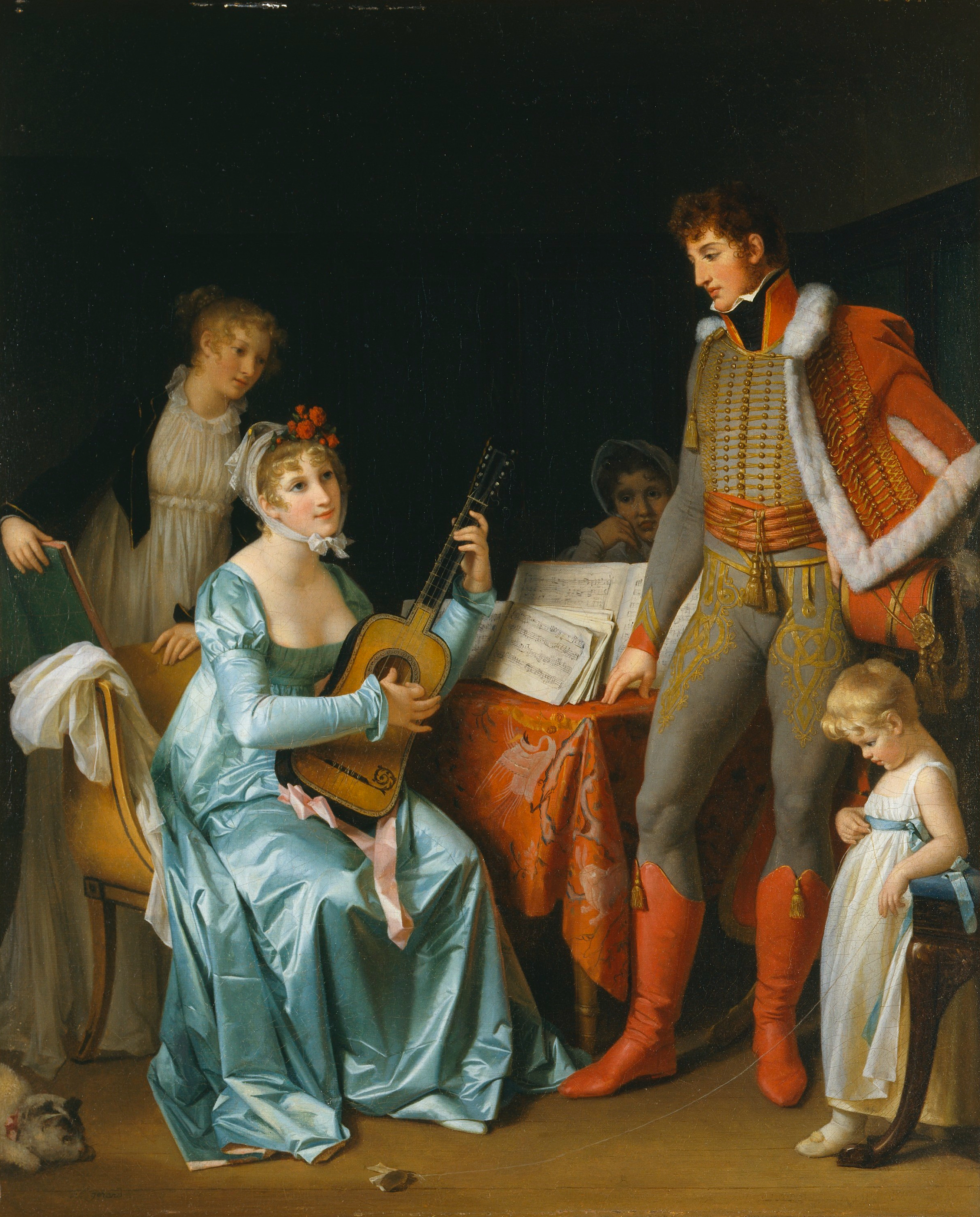
Laure Junot met haar man, generaal Jean-Andoche Junot, ca. 1800

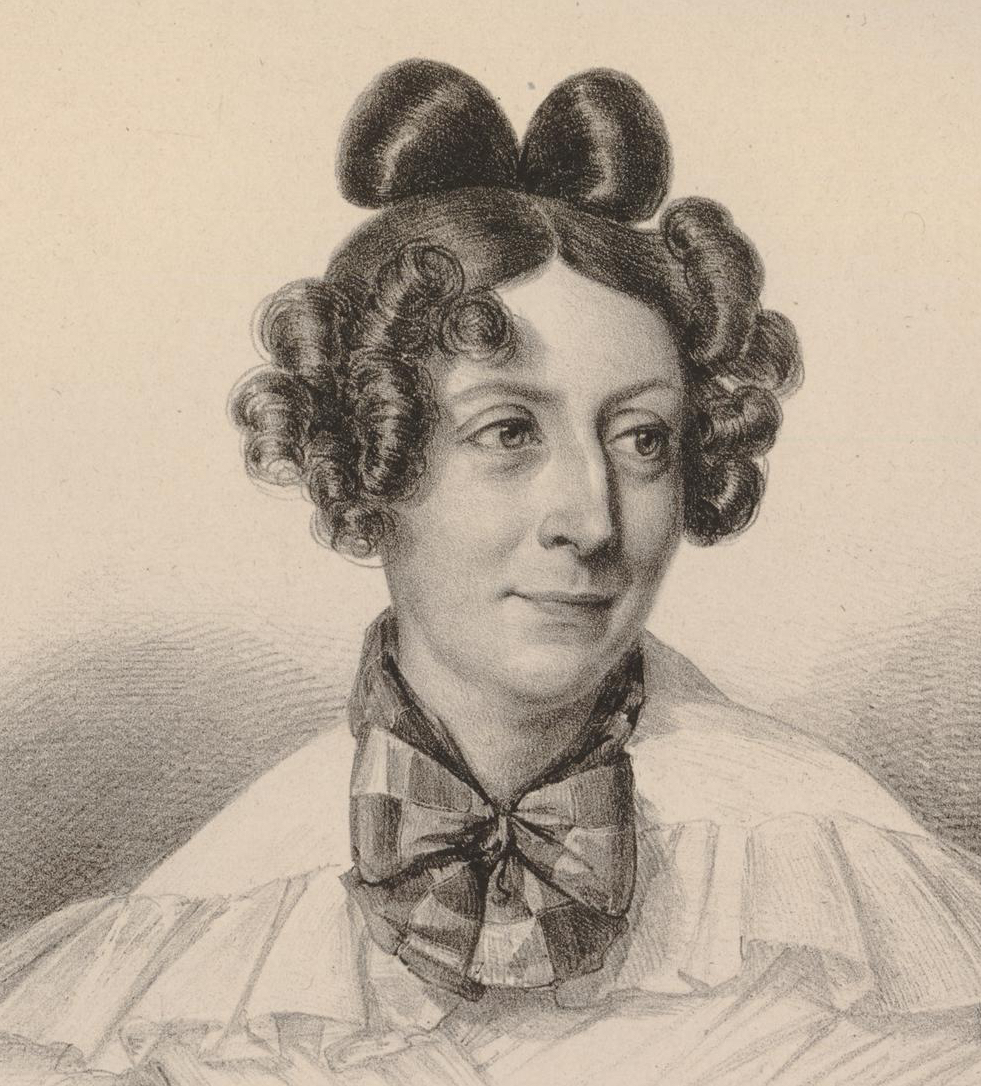
Laure Junot

Laure Junot d'Abrantès (Montpellier, 6 november 1784 – Parijs, 7 juni 1838) was een Franse hertogin en schrijfster. Ze schreef onder meer een achttiendelige autobiografie die een persoonlijk beeld geeft van Napoleon Bonaparte, die ze vanaf jonge leeftijd kende.

## Levensloop en werk
Junot werd geboren als Laure (Laurette) Martin de Permond. Haar moeder Panoria Komnenos stamde af van de Komnenen, een adellijke dynastie die in de middeleeuwen over het Byzantijnse Rijk en het Keizerrijk Trebizonde heerste. Haar ouders hadden op Corsica gewoond en waren hierdoor oude bekenden van de familie Bonaparte; volgens de memoires van Junot had Napoleon zelfs haar moeder ten huwelijk gevraagd nadat ze weduwe werd. Na het einde van de Terreur ging Junot met haar ouders in Parijs wonen. Hier werden ze regelmatig bezocht door Bonaparte, die haar de bijnaam petite peste ("kleine pest") gaf.
In 1800 trouwde ze met generaal Jean-Andoche Junot. Het huwelijk werd gesloten door Bonaparte zelf, nu eerste consul. Ze werd al snel een bekendheid in de salons van Parijs.
Ze ging met haar man naar Lissabon toen hij daar in 1806 kortstondig als ambassadeur diende, en vergezelde hem nogmaals naar deze stad toen hij in 1807 met een Frans leger Portugal veroverde. Toen Junot na de verovering van Portugal door Napoleon (inmiddels keizer) in de adellijke stand verheven werd als duc de l'Empire (hertog van Abrantes), werd zij hertogin (duchesse d'Abrantès).
Haar man verloor geleidelijk zijn verstand en pleegde in 1813 zelfmoord, Junot op 29-jarige leeftijd als weduwe achterlatend met vier kinderen en 140.000 francs aan schulden.
Ze steunde de Bourbons en vluchtte uit Parijs tijdens de Honderd Dagen. In deze periode kreeg ze een dochter die op jonge leeftijd stierf. Na de Restauratie kreeg ze een pensioen van de koning. Ze verbleef voornamelijk in Rome tot ze in 1819 weer naar Parijs terugkeerde.
In 1828 kreeg ze een relatie met de veel jongere schrijver Honoré de Balzac. Met de steun en hulp van Balzac schreef ze haar memoires, die in 1831-1834 in 18 delen uitgegeven werden. De memoires zijn vooral bekend omdat ze een persoonlijk beeld geven van Napoleon Bonaparte en het Parijs van de napoleontische periode.
Andere werken van Junot zijn Histoires contemporaines (1835); Scènes de la vie espagnole (1836); Histoire des salons de Paris (1837-1838) en Souvenirs d'une ambassade et d'un séjour en Espagne et en Portugal, de 1808 & 1811 (1837).
Haar laatste jaren verloor ze de interesse van Balzac. Haar schulden werden steeds groter en de uitgever Pierre-François Ladvocat weigerde haar manuscripten nog uit te geven. Ze werd belachelijk gemaakt in de literaire cirkels van Parijs; Théophile Gautier bijvoorbeeld noemde haar spottend la duchesse d’Abracadabrantès ("de hertogin van Abracadabrantes"). Uiteindelijk moest ze al haar meubels verkopen om te kunnen overleven en stierf ze in complete armoede in 1838.
- Bibsys: 97011683
- Biblioteca Nacional de Chile: 000234576
- Biblioteca Nacional de España: XX1100858
- Bibliothèque nationale de France: cb12015663d (data)
- Catàleg d'autoritats de noms i títols de Catalunya: 981058515632406706
- CiNii: DA01811235
- Gemeinsame Normdatei: 115444378
- International Standard Name Identifier: 0000 0000 8343 8251
- Library of Congress Control Number: n85376452
- Nationale Bibliotheek van Tsjechië: jn20020301001
- Nationale bibliotheek van Australië: 35225374
- Nationale Bibliotheek van Israël: 987007257485005171
- Nationale Bibliotheek van Polen: a0000001189279
- Nederlandse Thesaurus van Auteursnamen: 070166455
- Réseau des bibliothèques de Suisse occidentale: 02-A000002823
- Istituto Centrale per il Catalogo Unico: CUBV000061
- LIBRIS: 283410
- SNAC: w68g9fg6
- Système universitaire de documentation: 028291034
- Trove: 872527
- Virtual International Authority File: 56621157
- WorldCat: E39PBJgHbJpMj88GGhvgcVhfv3